# Aba (indijansko pleme)
Aba, jedno od indijanskih plemena u središnjem dijelu sjevernog Teksasa koje je na svojem putovanju Teksasom 1683. – 1684. otkrio Juan Domínguez de Mendoza (1631. - ?). Mendoza na ovom putovanju bilježi imena tridesetsedam indijanskih plemena. O njima više nije ništa poznato, niti se zna njihova jezična pripadnost, osim da su uz mnoge druge skupine bili u 18. stoljeću nestali pod naletom Lipan Apača i Komanča.
Thomas N. Campbell smatra da postoji mogućnost da su identični Hape Indijancima, jednom od plemena Coahuilteca, koje se u istom periodu prostiralo od sjeveroistočne Coahuile preko Rio Grande do Edwards Plateaua, ali ovo više nije moguće dokazati.